# Avaro

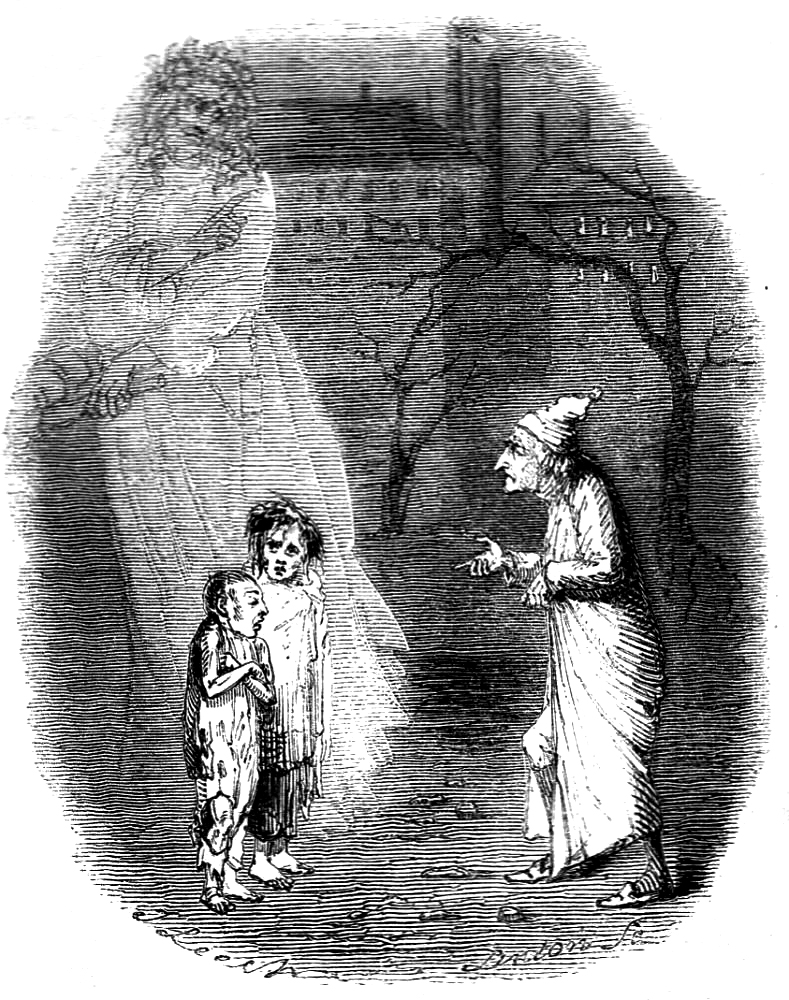
Ebenezer Scrooge se encuentra con la Ignorancia y la Miseria en Cuento de Navidad de Charles Dickens.

Un avaro, avaricioso o tacaño es una persona poco dispuesta a gastar dinero, e incluso renuncia a tener comodidades básicas. En la ficción, la avaricia se suele exagerar hasta el punto de que el avaro es un personaje tipo adinerado y codicioso que escatima en gastos y vive en la miseria con el fin de ahorrar y acumular más dinero. El personaje Ebenezer Scrooge de Dickens es un ejemplo evidente.
Un estereotipo relacionado con el de avaro es el capitalista tal como se representa en, por ejemplo, la propaganda soviética. Los dos estereotipos suelen ser hombres de negocios, normalmente empresarios o prestamistas, que poseen grandes riquezas pero no se preocupan por la suerte de los pobres. Los antisemitas han representado a los judíos de ambas formas.
Hay una obra de Molière titulada El avaro (L'Avare) que narra la historia de un viejo avaro, Harpagón, que quiere a su baúl de monedas más que a nada en el mundo, incluida su familia. Esta, frustrada por su actitud, decide esconder su baúl. Harpagón estaría entonces dispuesto a cualquier cosa para recuperarlo, incluso a volverse razonable.
La obra fue adaptada al cine con el popular cómico francés Louis de Funès como Harpagon.

## Avaros famosos en la ficción
- C. Montgomery Burns - Estadounidense, personaje de Los Simpson.
- Norbert Colon - Personaje de tiras cómicas estadounidenses.
- Henry Earlsforward - Personaje de la novela de Arnold Bennet Riceyman Steps (1923).
- Félix Grandet - Padre de Eugenie Grandet, una novela de Balzac.
- Harpagon - Francés, personaje de la obra de Molière.
- Eugenio Cangrejo - De Bob Esponja.
- Scrooge McDuck (Tío Gilito, Rico McPato o Tio Rico) - Estadounidense, personaje de Walt Disney, bautizado en honor de Ebenezer Scrooge.
- Séraphin Poudrier - Personaje de la novela Un homme et son péché del escritor quebequense Claude-Henri Grignon.
- Orestes - Personaje principal de El Viejo Hucha.
- Ebenezer Scrooge - Británico, personaje de la Canción de Navidad de Charles Dickens.
- Shylock - Británico, personaje de William Shakespeare.
- Silas Marner - Británico, pseudónimo de George Eliot para el personaje de Mary Ann Evans.
- Señora de Stavoren - Neerlandesa, leyenda local.
- Kesas - Personaje de Los Tres Mosqueteros de Alejandro Dumas.
- Toni el gordo-Personaje de Los Simpsons.
- Stingy, personaje de LazyTown
- Nami, personaje de la serie anime One Piece, el dinero recaudado suele ser para sentirse rica y poderosa, también por costumbre.
- Don Máximo Tacaño - Personaje de Condorito
- Flip, personaje de The Loud House

## Avaros famosos en la historia
- Hermanos Collyer, avaros y acaparadores neoyorquinos. (Homer Collyer y Langley Collyer)
- Hetty Green, avaro de Boston.
- Walt Keys, avaro de Columbia.
- John Elwis, Charles Dickens creó a Ebenezer Scrooge inspirado en John
- Oliver Cromwell, el caballero protector de Inglaterra, Escocia e Irlanda durante parte del siglo XVII
- Andrew Carnegie, fue avaro pero generoso al final de sus días
- Ingvar Kamprad, fundador del IKEA
- Miguel Ángel Talian, fue un maestro renacentista que vivió como un mendigo, pero que ganaba más que el papa Julio II
- Ephraim Lópes Pereira d'Aguilar, noble de Londres (nacido en Viena), que heredó una fortuna de su padre y escondió parte de la herencia para que sus hijas no lo encontraran.
- Wellington R. Burt, fue uno de los hombres más ricos de los Estados Unidos.
- John Davison Rockefeller, estadounidense dedicado a la Industria Petrolera

## Avaros menos conocidos

### Charles Huffman
Charles Huffman fue un avaro estadounidense de los años 1950. Fue hallado muerto en una calle de Brooklyn, Nueva York sin dinero en los bolsillos. La policía siguió su rastro hasta una habitación alquilada por 7 dólares semanales que estaba llena de libros de contabilidad y más de 500.000 dólares en certificados de acciones. Fue caracterizado por Franz Lidz en el New York Times el 26 de octubre de 2003.